# 一财全球
一财全球（英語：Yicai Global），是中华人民共和国的一家英文财经媒体机构，隶属上海广播电视台旗下的第一财经，总部位于上海。一财全球称其通过各种渠道汇入全球各主要市场、各类财经人群中，旨在让国际社会更深入和准确地了解中国和中国经济。

## 历史
2015年6月，阿里巴巴集团12亿入股SMG，参与第一财经的重组。2016年2月22日，在来自美国彭博新闻社一项英文版权采购业务的吸引下，第一财经成立了一支三个人的小团队进行英文财经新闻业务探索。这三名创始人分别是周鑫、MARTYN CARTWRIGHT和KIM TAYLOR，其中周鑫曾是第一财经北京分部创始人和财新传媒助理总编辑；MARTYN CARTWRIGHT曾作为彭博新闻社和日本經濟新聞的编辑在日本长期工作；KIM TAYLOR是剑桥大学历史学博士。2016年8月31日，第一财经正式发布“一财全球”—个有关中国财经资讯的英文内容流。
一开始，一财全球向彭博新闻社每天供稿20篇，所报道内容均来自第一财经的中文编辑部，覆盖中国宏观经济、中国公司及中国企业家、和中国互联网企业。
2020年10月，美国国务院将一财全球列为“外国使团”。中国外交部发言人赵立坚22日在例行记者会上表示，美方做法是对中国驻美媒体及记者的“政治打压和污名化”。

## 合作与发展

### 推特
2016年8月，由推特发布了其与一财全球展开战略合作的新闻稿，宣布后者为其在中国的财经内容战略合作伙伴。一财全球也在推特上设立了名为“@YICAICHINA”的官方账号。截至2017年10月，一财全球推特号关注者人数已经超过100万人。

### 猎豹移动
一财全球自2016年2月起就与中国领先的互联网企业猎豹移动展开合作，利用其两款软件CLEAN MASTER和CHEETAH BROWSER在亚洲、特别是亚洲最大的英文读者群所在地印度推送新闻。

### 美国新闻APP
下载量排名靠前的两款免费新闻APP——NewsRepublic和NewsMaster签约，成为中国独家财经新闻供应商，每天发布与中国资本市场相关的英文信息百余条。

### 与苹果新闻合作
2017年10月，一财全球在苹果新闻上架，向美国、英国、加拿大、澳大利亚的iOS用户推送新闻报道。